# Mycale arctica
Mycale arctica är en svampdjursart som först beskrevs av Robert Fredric Fredrik Fristedt 1887.  Mycale arctica ingår i släktet Mycale och familjen Mycalidae.
Artens utbredningsområde är Grönland. Inga underarter finns listade i Catalogue of Life.